# Nova Sinagoga de Berlim

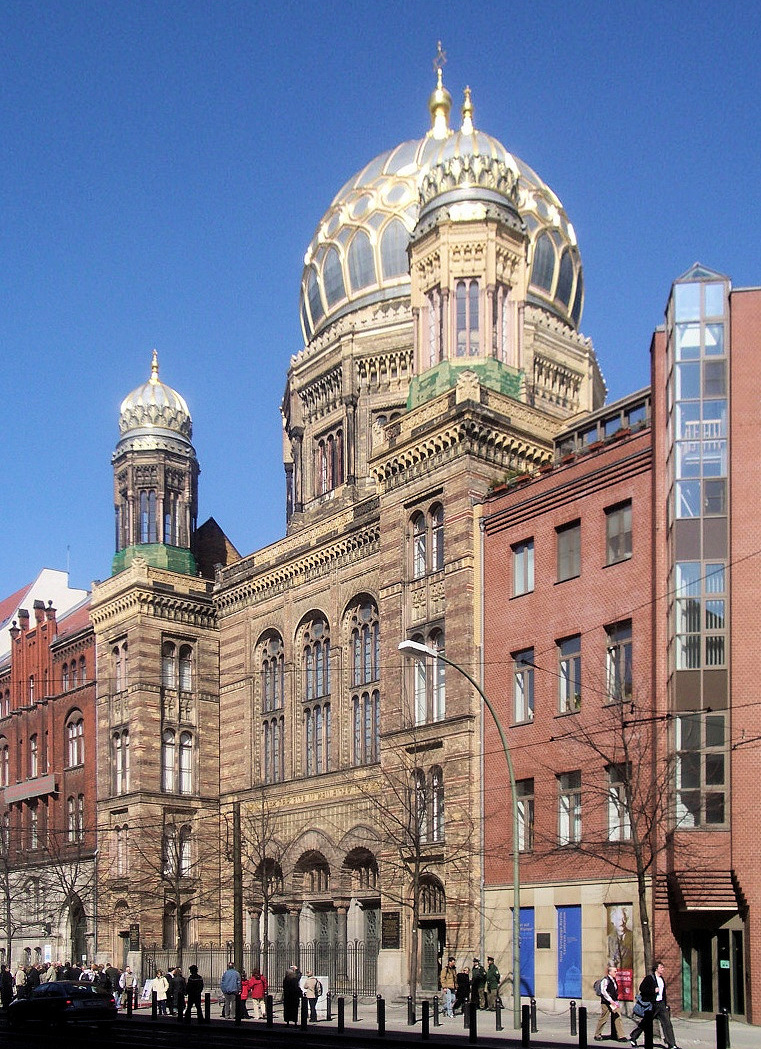
Nova Sinagoga em Berlim

A Nova Sinagoga (em alemão:  Neue Synagoge) foi construída entre 1859 e 1866 como a principal sinagoga da comunidade judaica de Berlim, Alemanha. Localiza-se na Oranienburger Straße (rua Oranienburg).
Por seu esplêndido estilo neomourisco com influência da Alhambra, é um significativo monumento da arquitetura da segunda metade do século XIX em Berlim.
A construção original foi projetada por Eduard Knoblauch, tendo sido substituído por razões de saúde por Friedrich August Stüler, que tomou a responsabilidade pela maior parte da construção assim como pelo seu interior. A sinagoga foi inaugurada na presença do Chanceler Conde Otto von Bismarck em 1866. O prédio atual é uma reconstrução do original, severamente danificado durante a Segunda Guerra Mundial e demolido.